# Emil Wernsdorf Madsen
Emil Wernsdorf Madsen (* 1. Januar 2001 in Svendborg) ist ein dänischer Handballspieler.

## Karriere

### Verein
Emil Wernsdorf Madsen lernte das Handballspielen in seiner Heimatstadt Svendborg bei GOG. Ab 2019 stand der 1,94 m große rechte Rückraumspieler im Aufgebot der Erstligamannschaft. Mit GOG gewann der Linkshänder 2022 und 2023 die dänische Meisterschaft und 2023 den dänischen Pokal. In der EHF Champions League der Saison 2022/23, in der seine Mannschaft im Viertelfinale scheiterte, wurde er mit 107 Toren Torschützenkönig. In derselben Saison gewann er auch die Torjägerkrone in der dänischen Liga mit 252 Treffern. Auch in der Saison 2023/24 wurde er mit 231 Toren in 31 Spielen bester Torschütze in der dänischen Liga inkl. Meisterschaftsrunde.
Zur Saison 2024/25 unterschrieb Madsen einen Vierjahresvertrag beim deutschen Rekordmeister THW Kiel. Mit dem THW gewann er den DHB-Pokal 2024/25.

### Nationalmannschaft
Mit der dänischen U17-Nationalmannschaft nahm Madsen am Europäischen Olympischen Jugendfestival 2017 teil, wo die Auswahl den 5. Platz belegte. In der dänischen Junioren-Nationalmannschaft wurde er im Juli 2021 zweimal nominiert.
In der dänischen A-Nationalmannschaft debütierte Madsen am 27. April 2023 gegen Spanien. Beim Gewinn der Silbermedaille bei der Europameisterschaft 2024 kam er in zwei Spielen zum Einsatz und warf sieben Tore. Bei der Weltmeisterschaft 2025 warf er 16 Tore in neun Partien und wurde mit dem Team Weltmeister.

### Saisonbilanzen
| Saison    | Verein          | Liga            | Spiele | Tore | 7 m              | Feldtore |
| --------- | --------------- | --------------- | ------ | ---- | ---------------- | -------- |
| 2019/20   | GOG             | Håndboldligaen  | 01     | 0    | –                | 0        |
| 2020/21   | GOG             | Håndboldligaen1 | 27     | 046  | 4/4 (100 %)      | 042      |
| 2021/22   | GOG             | Håndboldligaen1 | 34     | 153  | 35/40 (87,5 %)   | 118      |
| 2022/23   | GOG             | Håndboldligaen1 | 36     | 252  | 64/79 (81 %)     | 188      |
| 2023/24   | GOG             | Håndboldligaen1 | 31     | 231  | 39/50 (78 %)     | 192      |
| 2024/25   | THW Kiel        | Bundesliga      | 33     | 217  | 13/19 (68,4 %)   | 204      |
| 2019–2024 | Håndboldligaen1 | Håndboldligaen1 | 129    | 682  | 142/173 (82,1 %) | 540      |
| 2024–2025 | Bundesliga      | Bundesliga      | 033    | 217  | 13/19 (68,4 %)   | 204      |
| 2019–2025 | Karriere gesamt | Karriere gesamt | 162    | 899  | 155/192 (80,7 %) | 744      |

1Anmk.: Spiele und Tore inklusive Meisterrunde.